# Kōji Endō
Kōji Endō (遠藤浩二?, Endō Kōji; 1964) è un compositore giapponese, autore di numerose colonne sonore e principalmente associato alle opere di Takashi Miike.
Endo ha debuttato nel 1996 curando la colonna sonora di Yabu no naka ed ha in seguito lavorato per oltre ottanta pellicole, fra cui Izo, Audition, Visitor Q, Full Metal Yakuza, Graveyard of Honor, Gozu, Dead or Alive (film), Zebraman, Ley Lines, Agitator, Tomie: Replay, The Bird People in China, The City of Lost Souls e Proteggi l'assassino - Shield of Straw.
Nel 2011 è stato nominato ai Awards of the Japanese Academy nella categoria miglior colonna sonora per il suo lavoro in 13 assassini.

## Filmografia parziale
- The Haunted Apartments, regia di Akio Yoshida (2005)
- Proteggi l'assassino - Shield of Straw, regia di Takashi Miike (2013)